# Districtul Tizi Ouzou
Tizi Ouzou este un district din provincia Tizi Ouzou, Algeria.